# Neustadt bei Coburg
Neustadt bei Coburg este un oraș din districtul Coburg, regiunea administrativă Bavaria Superioară, landul Bavaria, Germania. 

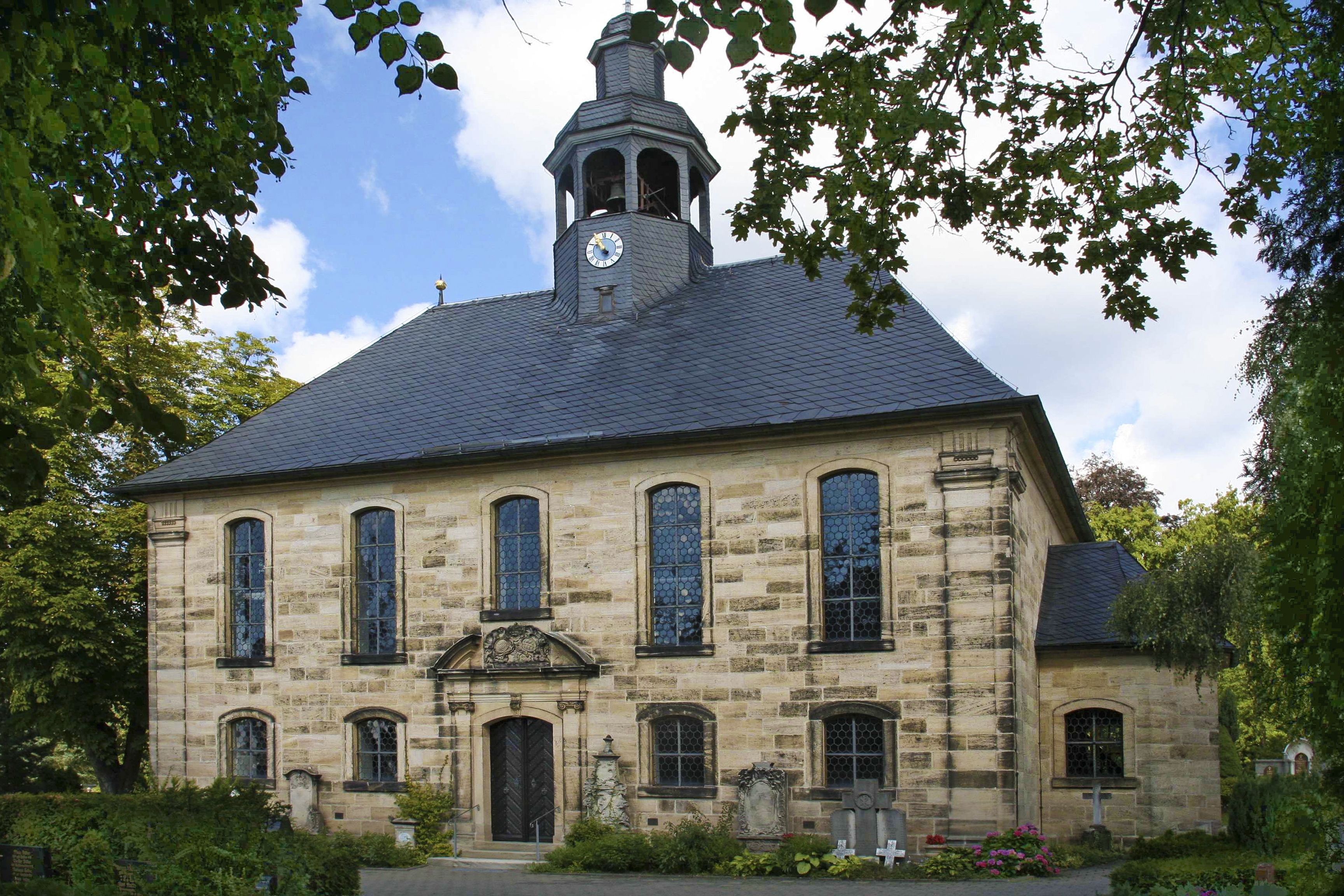
Neustadt bei Coburg
(„Biserica Învierii”)